# Vlag van Sijbekarspel

Vlag van Sijbekarspel

De vlag van Sijbekarspel werd op 20 november 2007 door het Nederlandse dorp Sijbekarspel in gebruik genomen.
De vlag bestaat uit vijf schuine banen van blauw, geel, blauw, geel en blauw. Waarschijnlijk hebben de banen deze kleuren ter herinnering aan de streek West-Friesland waar het dorp gelegen is. In de middelste blauwe baan zijn drie gele vogels geplaatst. De vogels verwijzen naar de dorpen Sijbekarspel, Benningbroek en Het Hoogeland waar vroeger bij voormalige gemeente Sijbekarspel hoorde. Op het gemeentewapen zijn deze vogels geplaatst in een dorre boom. De boom is echter niet opgenomen in de vlag omdat deze te gedetailleerd zou zijn. De dorpsvlag is ontworpen door Hans van Heijningen.

Wapen van Sijbekarspel

Abbekerk
· Assendelft
· Bergen
· Bovenkarspel
· Buitenveldert
· Bussum
· De Rijp
· Driemond
· Groet
· Grootschermer
· Graft
· Hauwert
· Huisduinen
· Julianadorp
· Koog aan de Zaan
· Krommenie
· Krommeniedijk
· Lambertschaag
· Marken
· Middelie
· Muiden
· Muiderberg
· Naarden
· Nauerna
· Nibbixwoud
· Nieuw-Vennep
· Omval
· Opperdoes
· Rijsenhout
· Sijbekarspel
· Sint Pancras
· Sloten
· Spaarndam
· Vogelenzang
· Weesp
· Wijk aan Zee
· Wormerveer
· Zaandijk
· Zwaagdijk-West